# Les Vernets
Les Vernets é um bairro da cidade de Genebra (Suíça), um sub-sector do bairro Les Acacias, situado junto ao rio Arve.
Em tempos fez parte do comuna de Plainpalais e foi integrada por votação em 1930.
Bairro fundamentalmente industrial tem com principais firmas:
- os escritórios da Rolex
- o Centro desportivo des Vernets, complexo que inclui um rinque de patinagem e uma piscina

## Rinque de patinagem
O rinque de patinagem do Centro desportivo des Vernets é utilizado pelo Genève-Servette Hockey Club nos desafios de hóquei no gelo.